# Beate (film 2018)
Beate è un film del 2018 diretto da Samad Zarmandili.

## Trama
In una fabbrica di lingerie del nordest italiano un gruppo di operaie sta per essere licenziato, a seguito della decisione della proprietaria, Veronica, e del marito, assessore all'urbanistica e candidato sindaco, di trasferire la produzione in Serbia. A poca distanza dalla fabbrica è situato un convento di suore esperte di ricamo, devote alla beata Armida: una delle suore è la zia di Armida, una delle operaie della fabbrica. Dopo un piccolo incendio, che causa un malore alla madre superiora, che nomina la giovane suora Caterina madre superiora ad interim, il marito di Veronica coglie la palla al balzo per il proprio progetto di acquistare il convento, dato che sono necessari dei lavori molto dispendiosi che le suore non possono permettersi: così le suore e le operaie iniziano a lavorare insieme, clandestinamente. Alla fine del film, quando ormai sia il convento sia il lavoro delle operaie sembrano ormai perduti, accade il miracolo: la reliquia della beata, durante la processione della traslativa, cade sul piede di Armida, appena tornata da un viaggio in Canada durante il quale si era sottoposta a un trattamento sperimentale per il piede torto, malformazione che aveva fin dalla nascita. Credendo che la guarigione fosse stato un miracolo, il convento è salvo e le operaie creano una cooperativa insieme alle suore, che chiameranno "Beate".

## Riprese e location
Il film è stato girato interamente in Polesine tra il settembre e ottobre 2016.
Tra le principali location:
- Badia Polesine (Abbazia della Vangadizza, Teatro Sociale "Eugenio Balzan")
- Adria (Casa di Armida, Mercato in Riviera Metteotti, Teatro Comunale di Adria)
- Rovigo (piazza Vittorio Emanuele II, negozio in Piazza Garibaldi, Piazza Tempio della Rotonda, Museo dei Grandi Fiumi e Monastero degli Olivetani)
- Fratta Polesine (Villa Badoer)
- Delta del Po (Taglio di Po, Porto Tolle)

## Distribuzione
Il film è stato distribuito nelle sale cinematografiche italiane a partire dal 30 agosto 2018.
Il 6 giugno 2021, è stato trasmesso in prima visione su RAI 1 ottenendo 2.896.000 spettatori e 14.3% di share.